# Chamaeza meruloides
Chamaeza meruloides е вид птица от семейство Formicariidae.

## Разпространение
Видът е разпространен в Бразилия.